# Kallebystenen

Kallebystenen

Kallebystenen är en urnordisk runsten som är placerad vid Tanums kyrka i Tanumshede och Tanums socken i Bohuslän.

## Stenen
Stenens material är granit och runinskriften är daterad till perioden 160-375/400 e.Kr. Stenen hittades i början av 1800-talet då den användes som spång över en bäck i Kalleby en dryg halvmil söder om Tanums kyrka. Dess ursprungliga plats är okänd.
Runinskriften är ristad med den äldre Futharkens 24-typiga runor och runornas baser som står vända mot stenens mitt läses nerifrån och upp. Den översatta inskriften lyder enligt nedan:

## Inskriften
Translitterering av runraden:
þrawijan · haitinaz was
Normalisering till runsvenska:
Þrawijan haitinaz was.

## Tolkning
Tolkningen av inskriften är mycket osäker, och många forskare har försökt med vitt skilda resultat. Theodor von Grienberger läste 1900 runorna Þrawingan haitinaʀ was, vilket han översatte till "Till Þrawinga var [denna sten/jag] dedikerad".. Énver Achmedovic Makaev översatte 1965 texten till "Þrawijas [monument] - [Jag/Han] var beordrad/kallad". Denna läsning har senare fått stöd av Elmer H. Antonsen och Thórhallur Eythórsson. 1966 översatte Wolfgang Krause och Herbert Jankuhn texten till "Han blev tillsagd att trängta [efter graven]". Samma läsning gör Jesse Robert Smith (1971) och John McKinnell (2004). Ottar Grønvik läste 1990 "Till Þrawija (=den längtande, Frej) var [han] hängiven".